# Вишеградско-Езеро
Вишеградско-Езеро (серб. Вишеградско језеро) — водохранилище руслового типа в Боснии и Герцеговине (Республика Сербская). Располагается на территории общин Вишеград, Ново-Горажде и Рудо. Длина составляет 40 км, площадь — 10,7 км². Глубина достигает 49 метров. Лежит на высоте 339 метров над уровнем моря.
Наполнено в 1989 году после строительства плотины ГЭС «Вишеград» на реке Дрина и затопления устья реки Лим.
Неподалёку находится монастырь Добрун.